# Die Trauzeugen AG
Die Trauzeugen AG (Originaltitel: The Wedding Ringer) ist eine US-amerikanische Filmkomödie von Jeremy Garelick aus dem Jahr 2015. Die Hauptrollen spielen Kevin Hart, Josh Gad und Kaley Cuoco. Trotz überwiegend negativer Kritiken war der Film an den Kinokassen ein Erfolg und spielte 79 Millionen US-Dollar ein bei einem Budget von 23 Millionen US-Dollar. Der Film wurde in den USA am 16. Januar 2015 veröffentlicht. Der Kinostart in Deutschland war am 12. März 2015.

## Handlung
Doug steht zwei Wochen vor der Hochzeit mit der hübschen Gretchen, allerdings fehlt ihm bisher ein Trauzeuge. Die Suche nach einem geeigneten Kandidaten gestaltet sich äußerst schwierig, da Doug nicht gerade beliebt ist und kaum Freunde hat. Durch einen Zufall gerät er an Jimmy, der mit seiner Agentur professionelle Trauzeugen vermittelt. Da er seiner Braut und deren Familie sieben Trauzeugen versprochen hat, muss er nehmen, was er kriegen kann. Bei der Hochzeit gilt es nun, den Gästen die langjährige Freundschaft zwischen den Männern vorzugaukeln, allerdings droht der Schwindel bald aufzufliegen.

## Synchronisation
Die deutsche Synchronfassung des Filmes entstand bei der Berliner Synchron GmbH Wenzel Lüdecke in Berlin, unter der Dialogregie von Nana Spier.
| Rolle                | Deutscher Sprecher |
| -------------------- | ------------------ |
| Jimmy Callahan / Bic | Björn Schalla      |
| Doug Harris          | Gerrit Schmidt-Foß |
| Gretchen Palmer      | Sonja Spuhl        |
| Ed Palmer            | Jürgen Kluckert    |
| Grandma Palmer       | Luise Lunow        |
| Doris Jenkins        | Martina Treger     |
| Lois Palmer          | Ulrike Möckel      |
| Alison Palmer        | Julia Kaufmann     |
| Reggie / Drysdale    | Rainer Fritzsche   |
| Lurch / Garvey       | Tobias Nath        |
| Kip / Carew          | Jaron Löwenberg    |

## Kritik
Der Filmdienst bezeichnet den Film als „leidlich unterhaltsame Komödie, die sich vor allem auf wilden, sinnfreien und ruppigen Slapstick verlässt und nur in seltenen Momenten durch witzige Dialoge überzeugt“. Das Hohelied auf die „wahre Freundschaft kommt am Ende ziemlich pathetisch und banal daher“.

## Auszeichnungen
Kevin Hart erhielt für seine Leistung Nominierungen bei den BET Awards (Bester Schauspieler) und MTV Movie Awards 2015 (Bester Komiker). Beim Palm Springs International Film Festival 2015 wurde zudem Regisseur Garelick in der Kategorie „Directors to Watch“ ausgezeichnet. Dagegen gewann 2016 Kaley Cuoco die Goldene Himbeere als Schlechteste Nebendarstellerin und Josh Gad war als Schlechtester Nebendarsteller für diesen Negativpreis nominiert.

## Trivia
Am Ende des Filmes sieht man wie Lurch/Garvey (Jorge Garcia) im Flugzeug in die Kamera sagt „Ich habe ein mieses Gefühl bei diesem Flug“. Diese Aussage spielt direkt auf die Fernsehserie Lost an, in welcher Jorge Garcia ebenfalls mitspielt.